# Blondie Fesser
Blondie Fesser, también conocida como Laura Elizabeth (Buenos Aires, 14 de septiembre de 1988), es una actriz pornográfica y modelo erótica argentina. Ha desarrollado su carrera mayormente en España.

## Biografía
Estudió para tripulante de cabina y más tarde para auxiliar de veterinaria mientras trabajaba de lo que surgiera para poder mantenerse. Con el paso del tiempo y tras la muerte de su padre su situación familiar se volvió insostenible, por lo que decidió dejar su casa e independizarse.
Blondie comenzó su carrera como actriz pornográfica en 2010, cuando tenía veintidós años. Grabó su primera escena en la industria con Torbe para Putalocura.com y poco después apareció en los conocidos sitios Harsh Handjobs y CFNM.
Blondie se describe a sí misma como amante de los animales y una activista por el buen trato de los mismos.

## Filmografía

### Trabajos como actriz
| Año  | Título                   | Personaje         | Director                | Tipo         |
| ---- | ------------------------ | ----------------- | ----------------------- | ------------ |
| 2019 | I Religeoux              | Actriz secundaria | Jose Martos             | Largometraje |
| 2022 | Las no muertas           | Cristina          | Jaime Zaragoza          | Largometraje |
| 2022 | Nacho una industria XxXL | Jenny Stanley     | Teresa Fernández-Valdés | Serie        |